# شارلوته بيرش بفايفر
شارلوته بيرش بفايفر (بالألمانية: Charlotte Birch-Pfeiffer) Charlotte Birch-Pfeiffer (ولدت في شتوتغارت في يونيو 1800- ماتت في برلين في أغسطس 1868) هي ممثلة وكاتبة مسرح ألمانية.

## حياتها

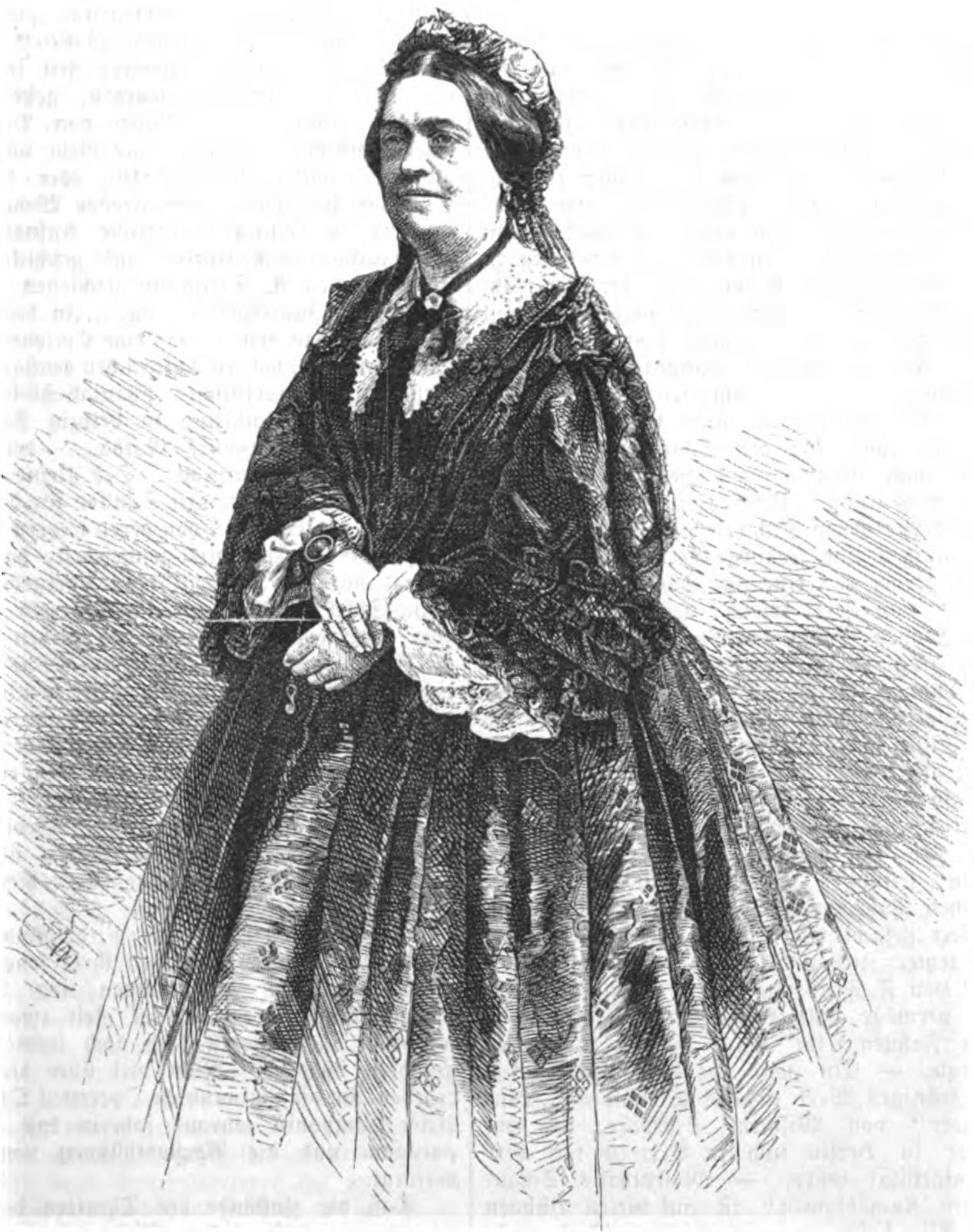
شارلوت بيرش فايفر

بدأت شارلوته في سن الثالثة عشرة تمثل أدوارا صغيرة على المسرح. ومن سنة 1818 حتى 1826 عملت بشكل ثابت في المسرح الملكي في ميونخ. وتزوجت بالكاتب الدانماركي كريستيان أندرياس بيرش في عام 1825.
ومن سنة 1827 حتى 1830 عملت شارلوته في مسرح فيينا، وكانت تخرج بين الحين والآخر في جولات مسرحية، وكان زوجها يرافقها فيها بشكل ثابت.
بدأت الكتابة المسرحية في عام 1828. وقد شغلت منصب مدير مسرح مدينة زيورخ، لمدة خمس سنوات، ابتداء من سنة 1837. واستدعيت في عام 1843 لتكون خلفا لأماليا فولف في المسرح الملكي في برلين.
وقد كتبت شارلوته أكثر من سبعين مسرحية، حول معظمها إلى روايات لاقت نجاحا كبيرا. وهذه المسرحيات تجمع بين الصبغة الكوميدية، والصبغة المسرفة في العاطفية والحزن الشاعري.
وتأتي شارلوته في المرتبة الثانية، بعد أوجوست فون كوتسيبوى، من ناحية التأثير في المسارح الألمانية في القرن التاسع عشر.
وقد كانت ابنتها فيلهلمينه فون هيلرن ممثلة وكاتبة مسرح أيضا.
وقد ماتت شارلوته في برلين ودفنت فيها.

## مسرحياتها
1. القرية والمدينة (مسرحية لبرتولت أورباخ)
2. أحدب نوتردام (مسرحية لفيكتور هوجو)
3. السيد شتوديوسوس
4. الطفل المحظوظ
5. الصرصور
6. الأم والابن
7. الأرملة من لوفوت

## مواقع خارجية
- Biografie zu Charlotte Birch-Pfeiffer
- Nachlass Birch-Pfeiffer im Deutschen Literaturarchiv Marbach